# زرافشان (تاجیک‌آباد)
زرافشان (به خط تاجیکی: ҷамоати деҳоти Зарафшон) جماعت دهات در کشور تاجیکستان است که در ناحیهٔ تاجیک‌آباد ناحیه‌های تابع جمهوری قرار دارد. جمعیت این جماعت ۶٬۹۴۳ است.
تا پیش از سال ۲۰۲۱ میلادی، نام این جماعت، منورشاه شاه‌گدایف (ҷамоатҳои деҳот ба номи Мунавваршо Шогадоев) بود.

## لیست دهات تابعه
- ‌ سفیدآران (Сафедорон)
- شهرستان (Шаҳристон)
- ‌ شینگ (Шинг)
- ‌ ظفرآباد (Зафаробод)
- ‌ گلستان (Гулистон)